# Distrito electoral de Kingsburg (condado de Stanton, Nebraska)
Kingsburg Precinct era una subdivisión territorial (equivalente a un township) del condado de Stanton, Nebraska, Estados Unidos. Según el censo de 2020, en ese momento tenía una población de 86 habitantes.
Fue disuelta por la Oficina del Censo en el año 2022.
En el estado de Nebraska algunos condados están subdivididos en townships y otros en precintos, donde no hay Gobierno municipal.

## Geografía
La subdivisión estaba ubicada en las coordenadas 41°56′25″N 97°04′13″O / 41.94028, -97.07028 (41.940357, -97.07035). Según la Oficina del Censo de los Estados Unidos, tenía una superficie total de 62.37 km², de los cuales 62.07 km² correspondían a tierra firme y 0.30 km² estaban cubiertos de agua.

## Demografía
Según el censo de 2020, en ese momento había 86 personas residiendo en la zona. La densidad de población era de 1.93 hab./km². El 96.51% de los habitantes eran blancos y el 3.49% eran de una mezcla de razas. Del total de la población, el 3.49% eran hispanos o latinos de cualquier raza.